# Lonce
Lonce est un terme de l'ancien français qui, au temps de Dante Alighieri, désignait probablement un félin, sûrement le lynx (mais cela aurait tout aussi bien pu être un léopard ou une panthère), qui peuplait le continent européen et notamment les Apennins en Italie.

## La lonce dans la Divine Comédie

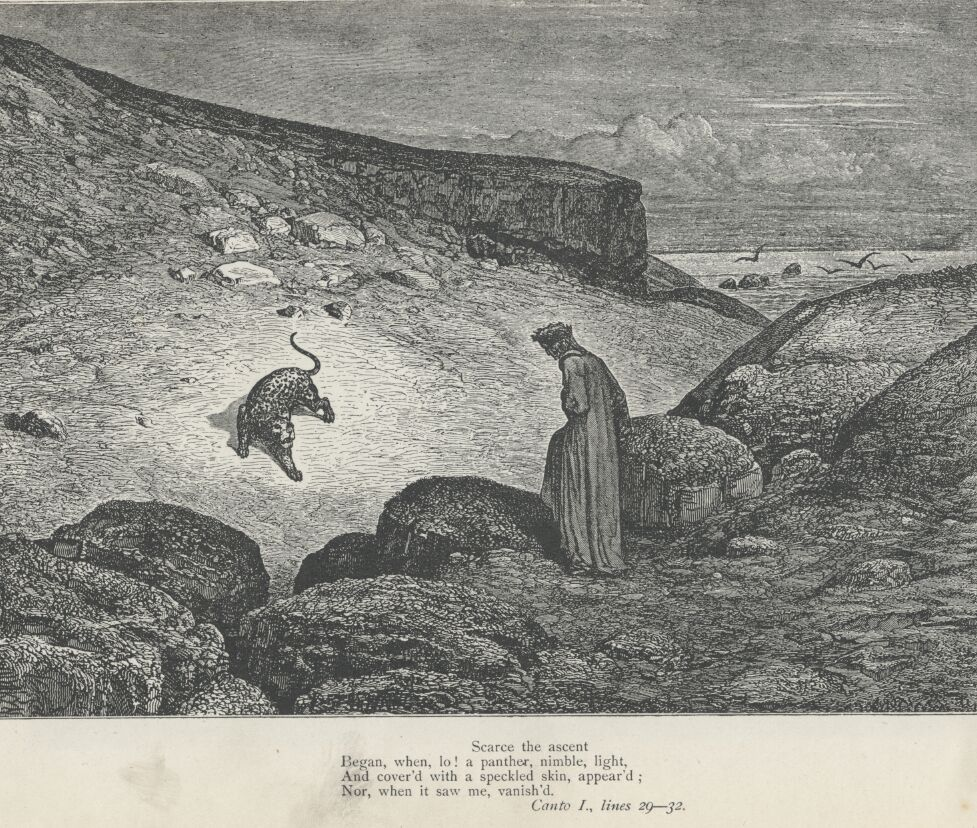
Dante rencontre la lonce (illustration de Gustave Doré pour le Chant I de lEnfer)

Dans la Divine Comédie, Dante Alighieri place la lonce parmi les trois fauves (avec le lion et la louve), symboles d'autant de péchés capitaux, qui lui barrent la route dans le premier Chant de l'Enfer,. Les commentateurs anciens associent allégoriquement la lonce à la luxure, qui s'interpose entre Dante et la colline (« il diletto monte ») dans l'intention de le faire retomber dans le doute de ses péchés.
Sur un ancien document, on trouve une lonce gardée dans une cage par la Commune de Florence. Dante s'est peut-être inspiré de ceci pour représenter allégoriquement sa cité avec l'image de cet animal. En réalité, le sérail de lions que la ville possédait derrière le Palazzo Vecchio, à l'endroit aujourd'hui appelé Via dei Leoni (« route des lions »), est bien documenté et il est difficile de savoir pourquoi Dante n'a pas utilisé le lion, qu'il rencontrera peu après dans sa marche vers la colline, pour représenter sa ville.
L'interprétation associant la lonce à la luxure semble la plus communément admise : les bestiaires du Moyen Âge la présentent en effet comme un animal perpétuellement en chaleur et s'accouplant en toute saison.

## Source
- (it) Cet article est partiellement ou en totalité issu de l’article de Wikipédia en italien intitulé « Lonza (animale) » (voir la liste des auteurs).